# Freno de bicicleta

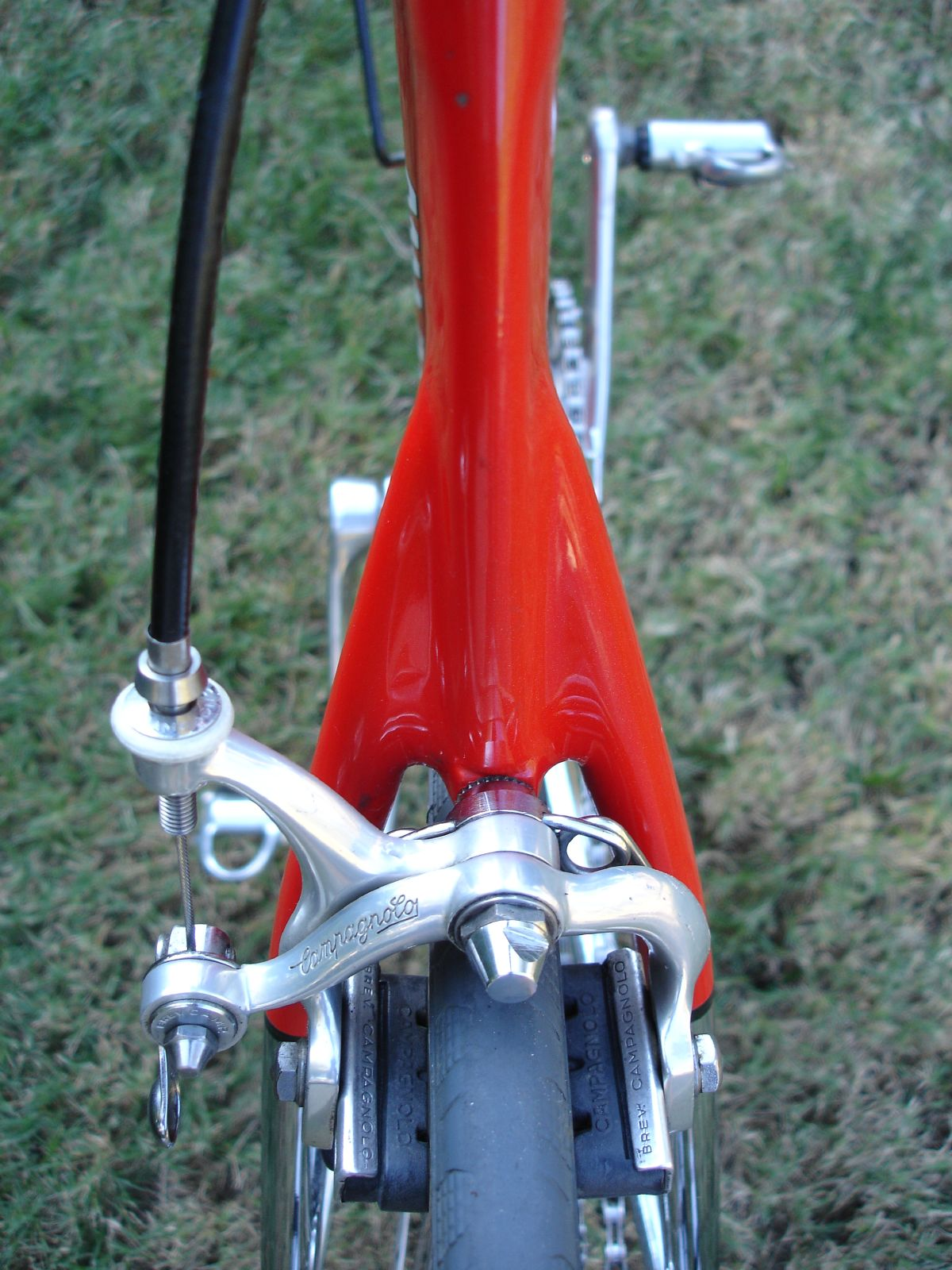
Freno trasero Campagnolo de tiro lateral en una bicicleta de carreras Serotta de 1989

Un freno de bicicleta es un sistema que permite detener, reducir o mantener sin que se incremente, la velocidad de una bicicleta. 

## Historia
Las primeras bicicletas, como las de rueda alta, las bicicletas velocípedo, fueron equipadas con frenos de cuchara. Como eran bicicletas de piñón fijo, un ciclista podría también reducir la velocidad de marcha aplicando fuerza en sentido contrario del pedaleo, similar a las bicicletas de pista actuales.
La década de 1870 vio el desarrollo de la «bicicleta de seguridad», que casi se asemeja a las bicicletas de hoy en día, con dos ruedas de igual tamaño, inicialmente con cubiertas de goma maciza. Estas eran generalmente equipadas con un freno delantero de cuchara y sin freno trasero, como las bicicletas de rueda grande, permitiendo el control de la velocidad por el control de pedaleo. Los frenos de cuchara no eran muy poderosos y potencialmente peligrosos en el clima húmedo. 
Con la invención de los neumáticos en la década de 1890 llegó el freno de la llanta, el tipo de freno más comúnmente utilizados en bicicletas en la actualidad.
En 1898, después de la llegada de los mecanismos del piñón libre, los primeros frenos de contrapedal se introdujeron para la rueda trasera. El freno de pedal estaba contenido en el buje de la rueda trasera, engranado presionando hacia atrás en los pedales, eliminando así el problema de desgaste de los neumáticos con los frenos de cuchara. En los Estados Unidos, el freno contrapedal fue el freno más comúnmente instalado a lo largo de la primera mitad del siglo XX, a menudo comprendiendo el único sistema de frenado en la bicicleta, y en Estados Unidos y muchos otros países de Europa[cita requerida] durante la mayor parte del siglo XX, el tipo más común de freno fue el freno de contrapedal, más aún si, en Estados Unidos el freno de la llanta comenzó a reemplazar al freno de pedal en la década de 1970.

### Frenos de cuchara

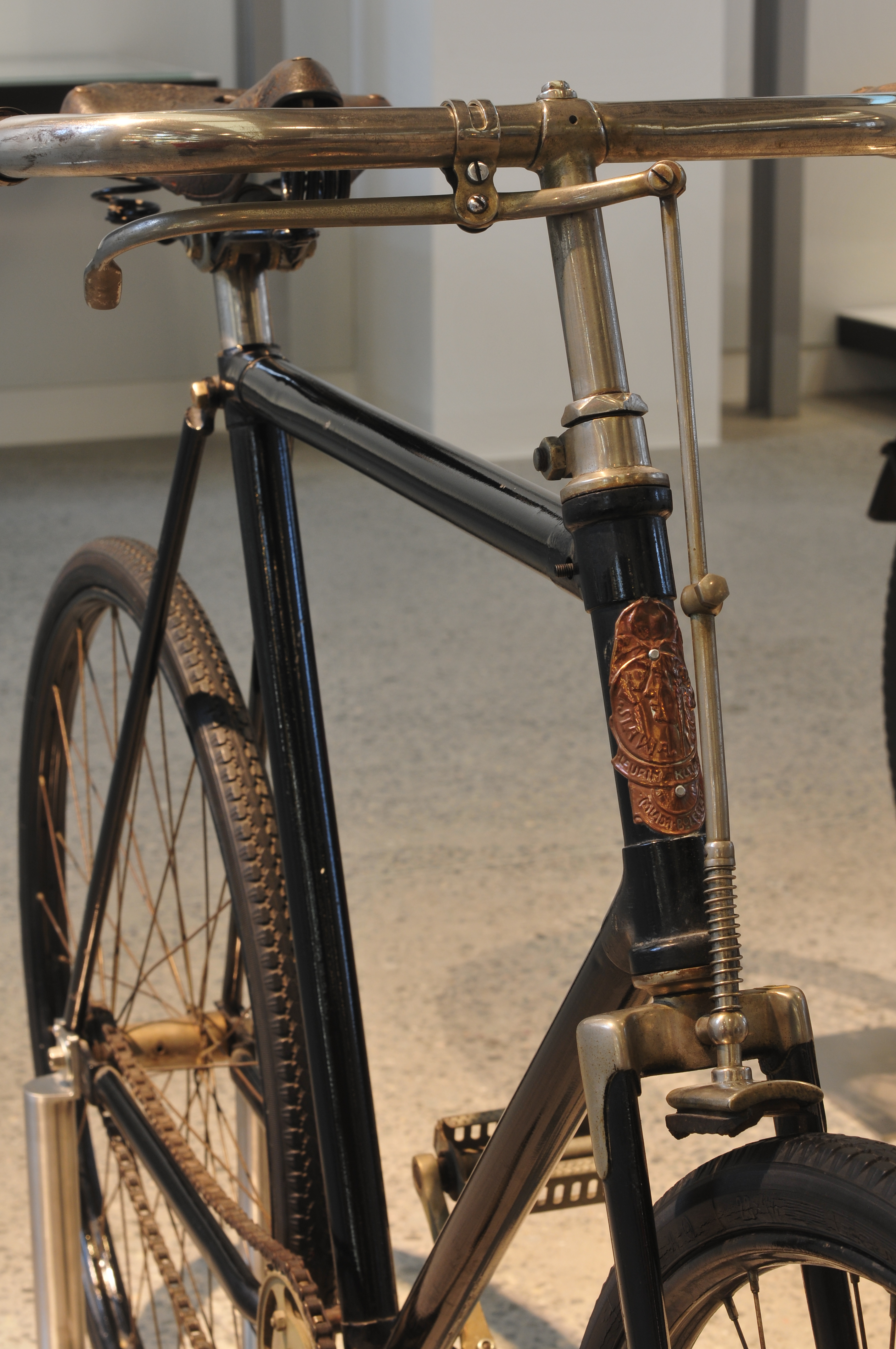
Freno de cuchara accionado por varilla

Entre los primeros frenos desarrollados a partir del primitivo «pié del ciclista», se encuentra el «freno de cuchara». Es un freno que consistía en una palanca de varilla que presionaba una placa o "cuchara" recubierta de caucho o de cuero contra el neumático.
El freno de cuchara de bicicleta precede al neumático. Los frenos de cuchara se utilizaron en el velocípedo con ruedas de caucho sólido en los años 1800 y continuó siendo utilizado después de la introducción de la bicicleta de seguridad con neumáticos de aire, incluso hasta la década de los 1980 en países en vías de desarrollo.
El freno de cuchara consiste en una palanca acabada en una placa con forma de "cuchara" (recubierta de cuero o caucho) que se presiona sobre la parte superior del neumático delantero. 
Estos fueron casi siempre frenos de varilla con palanca en el lado derecho del manillar .
En los países en desarrollo, de vez en cuando, una palanca operada por el pie es adaptada a las robustas bicicletas de carretera tipo inglesa con frenos de varilla.
Consta de un muelle con resorte improvisado en la parte posterior de la horquilla. Esta se presiona contra la rueda delantera con el pie del ciclista.
Tal vez más que cualquier otra forma de freno de bicicleta, el freno de cuchara es sensible a las condiciones de las carreteras y aumenta considerablemente el desgaste de los neumáticos. 
Aunque quedó obsoleto debido a la introducción del freno contrapedal y el freno de varilla con palanca, el freno de cuchara se siguió utilizando en Occidente complementariamente en las bicicletas de adultos hasta la década de 1930, y en las bicicletas para niños hasta 1950. En los países en desarrollo, se fabricaron hasta hace mucho más recientemente.

### Frenos de varilla

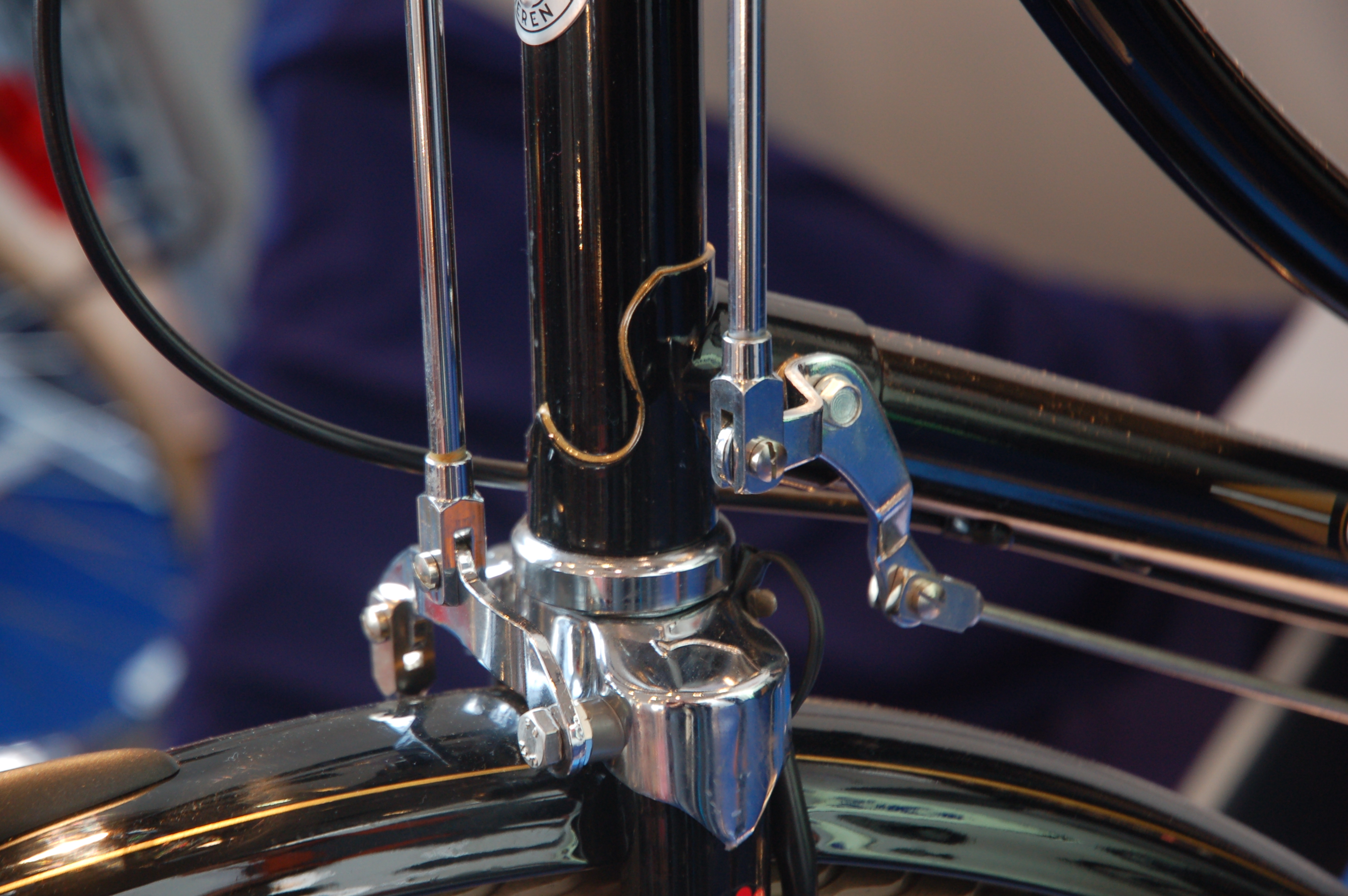
Mecanismo de enganche de freno de varilla trasero

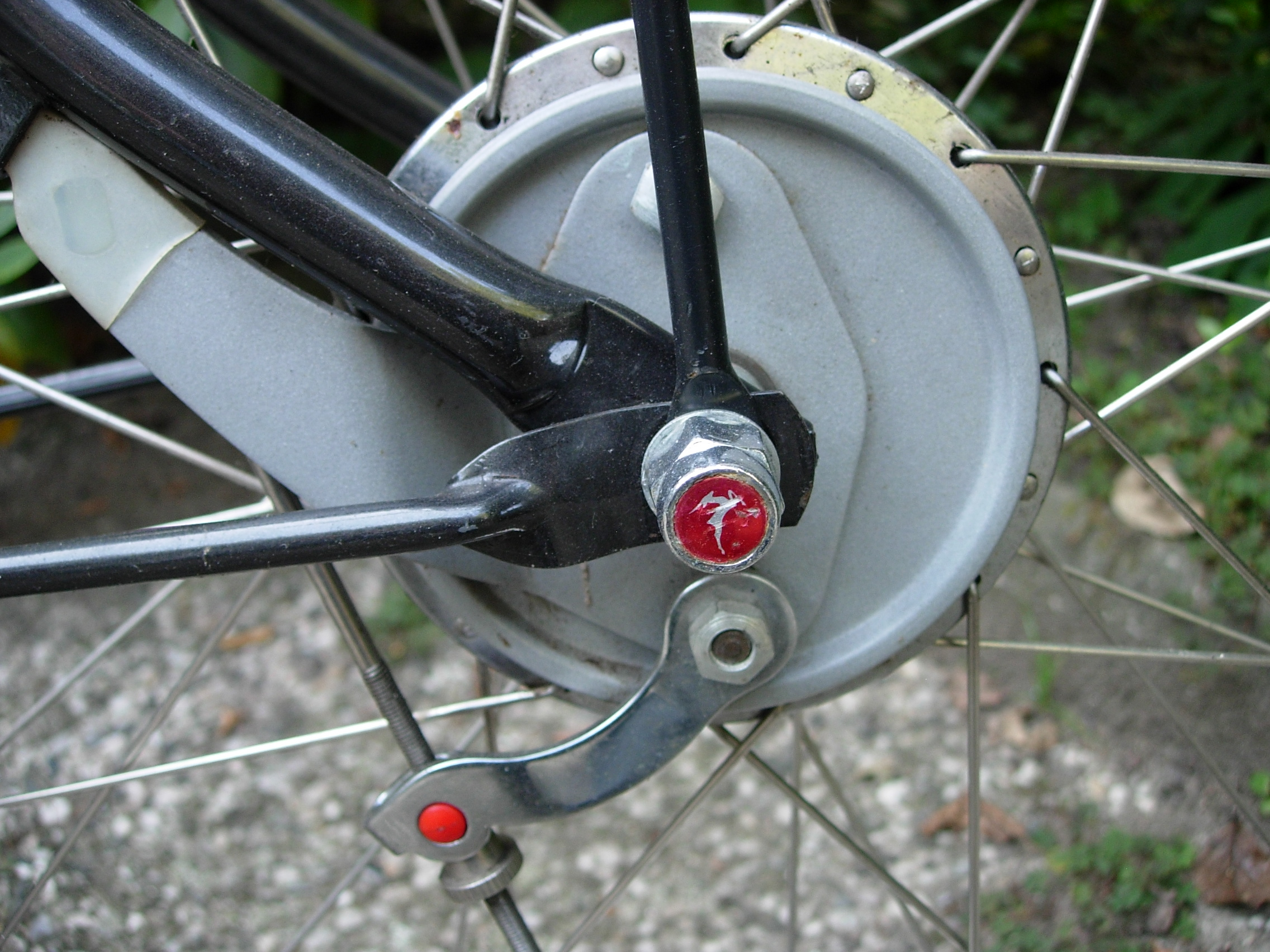
Freno de tambor accionado por varilla

El Freno con accionamiento de varilla, o simplemente freno de varilla (o freno de rodillos) utiliza una serie de varillas y pivotes (en lugar de cables Bowden) para transmitir la fuerza aplicada a través de una palanca de mano para presionar las almohadillas (pastillas) hacia arriba y contra la superficie interna (hacia el centro) de la llanta de la rueda. 
Los frenos de varilla se utilizan en una llanta con un perfil particular conocida como la llanta tipo Westwood, que tiene una superficie ligeramente cóncava en la superficie de frenado y carece de la superficie lateral plana requerida por los frenos que se aplican con pastillas de freno a ambos lados de la llanta.
El mecanismo de enganche para el freno trasero es complicado por la necesidad de permitir la rotación donde la horquilla se une al tubo frontal del cuadro. Aunque difícil y complejo, las conexiones son fiables y duraderas y se pueden reparar o ajustar con herramientas simples de mano. Una configuración común era combinar un freno de varilla delantero con un freno contrapedal trasero. El diseño está todavía en uso, normalmente en bicicletas domésticas tradicionales, particularmente en Europa continental, Asia Oriental, Asia meridional, Cono Sur y África.
Algunos frenos de varilla utilizan las barras para operar un freno de tambor, esta configuración es popular en Holanda.

## Tipos de frenos actuales
Todos los sistemas de frenado pueden clasificarse en dos tipos: frenos de llanta y frenos de buje. Los primeros actúan bajo la presión ejercida sobre ambos lados de la llanta mientras los frenos de buje por su parte actúan a través de la presión ejercida sobre el buje de la rueda.
- Frenos de llanta: los más habituales.
- Frenos de buje: frenan la velocidad del buje
- Frenos de disco: frenan la velocidad del buje

|  |  |  |  |  |

### Frenos de llanta

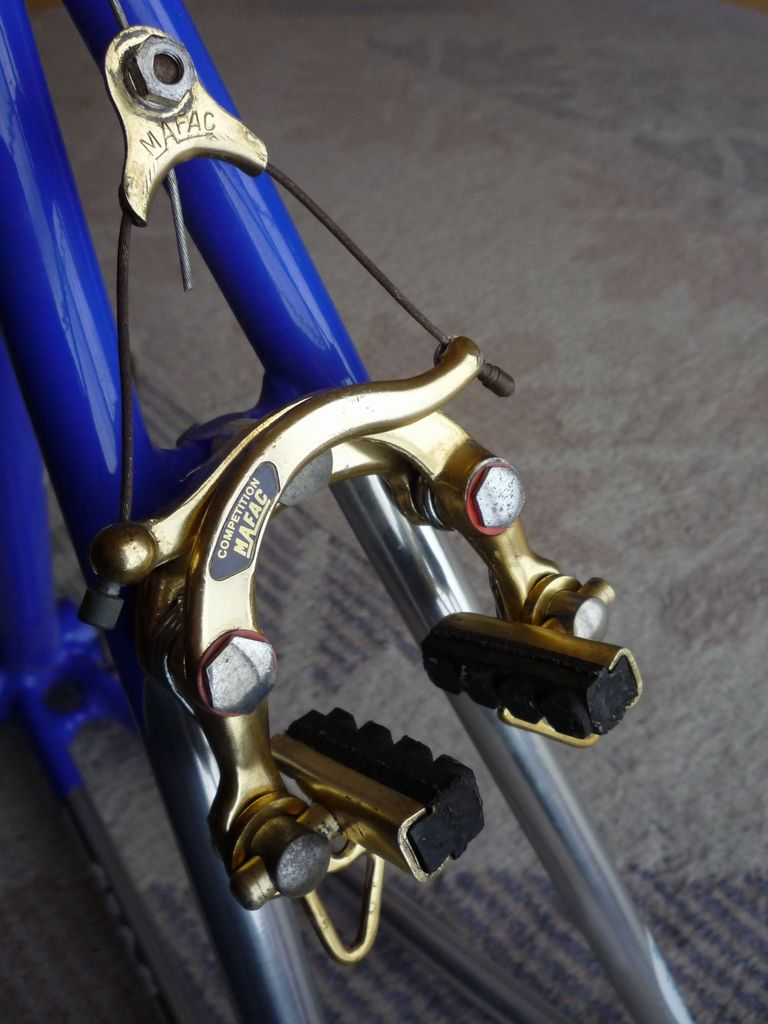
Freno caliper de tiro central MAFAC Competition

Los frenos de llanta (también llamados frenos de aro) se llaman así porque la fuerza de frenado se aplica por la fricción de las almohadillas (pastillas) en la llanta de la rueda, frenando así la bicicleta. Las pastillas de freno pueden ser de cuero o de goma o de otro material de fricción y se montan en cajas de soporte de acero. Los frenos de llanta son normalmente activados al apretar una palanca montada en el manillar por el conductor. 
Los siguientes son algunos de los muchos sub-tipos de frenos de llanta.

#### Frenos caliper
Los frenos caliper (freno de pinzas) son los clásicos frenos de tiro lateral accionados por cable, se monta a un solo punto por encima de la rueda y son casi omnipresentes en las bicicletas de carretera..

#### Frenoscantilever
Cantilever es una denominación inglesa utilizada frecuentemente para referirse al freno de llanta de tiro central. Una variación del Cantilever son los frenos de roldanas y leva, denominado en inglés como Roller–cam, proporcionan aún más potencia y precisión, pero exigen mayor mantenimiento. Usados por lo general en las bicicletas de montaña.

#### Frenos V-brake
V-brakes® son frenos cantilever de tiro lateral y se montan en los mismos soportes de frenos del marco — se diferencia un poco de — los brazos son más largos y el alojamiento del cable está conectado a un brazo y el cable al otro.

#### Diseños alternativos de frenos de llanta
Hay dos diseños alternativos de frenos que comúnmente se instalan en algunas bicicletas nuevas. Estos son los frenos caliper de tiro central, en algunos casos pero no siempre, utilizados en bicicletas más baratas y de niños, y el U-brake montado en las bicicletas BMX. Los frenos de tiro central funcionan de la misma manera que los caliper de tiro lateral, mientras que los frenos U-brake se parecen a los cantilevers.

### Frenos de buje

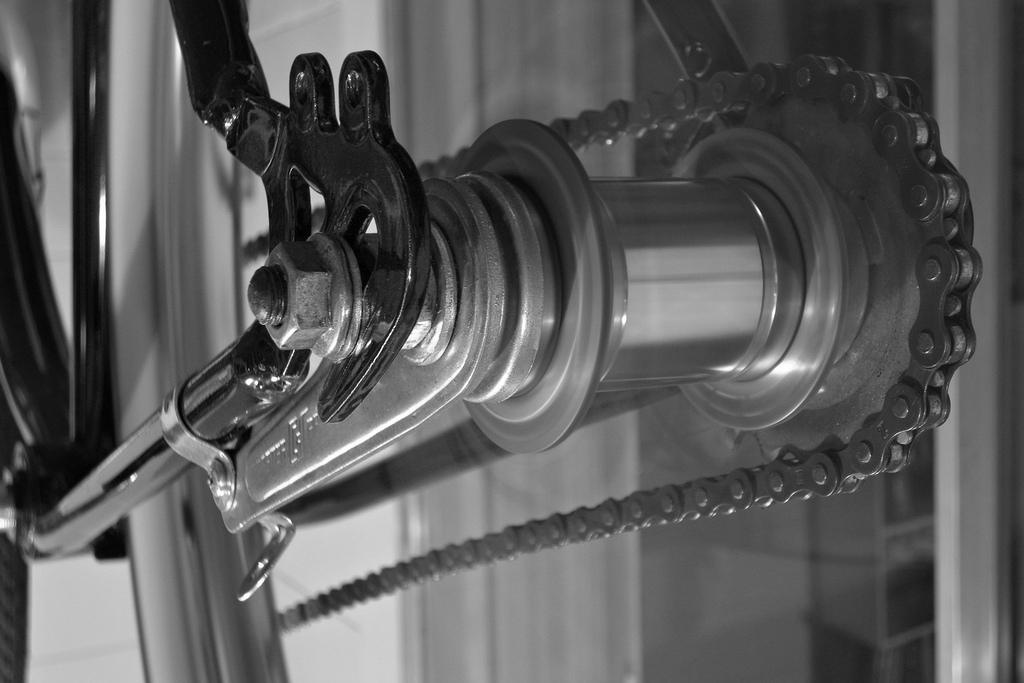
Buje de una sola velocidad con frenos de contrapedal

#### Frenos de contrapedal
Frenan la rueda trasera al pedalear hacia atrás, común en bicicletas antiguas y bicicletas playeras. También es frecuente encontrarlos en los países del norte de Europa tales como Dinamarca, Países Bajos o Suecia. No le afecta la lluvia. Además son parte de la revolución de una velocidad, aunque para sprints callejeros y para estar seguro, cualquier bicicleta necesita un freno delantero.
Los frenos contrapedal son una alternativa a los frenos de mano o de bicicletas de piñón fijo.
Los frenos contrapedal se inventaron en 1896 por New Departure. Eran una modernización de las bicicletas de piñón fijo, que era la tecnología estándar de la época. Desde entonces se han producido mejoras, tales como bujes con frenos contrapedal de múltiples velocidades y materiales de mejor calidad.

#### Frenos de tambor
Los frenos de tambor son un sistema de frenos en el que dos zapatas opuestas entre sí por un movimiento de expansión, rozan con el interior de un cilindro, llamado tambor, que gira entre la rueda y el buje. Son muy utilizados en bicicletas urbanas europeas y japonesas, no se ve afectado con lluvia o condiciones climatológicas adversas.
Muchos tándems también utilizan frenos de tambor, estos han sido durante mucho tiempo popular para la disipación de calor en tándems utilizados en terreno montañoso, donde un freno de llanta podría sobrecalentar el neumático y, posiblemente, provocar que falle. El estándar de la industria de freno de tambor para tándems es la muy fiable unidad Arai japonesa.

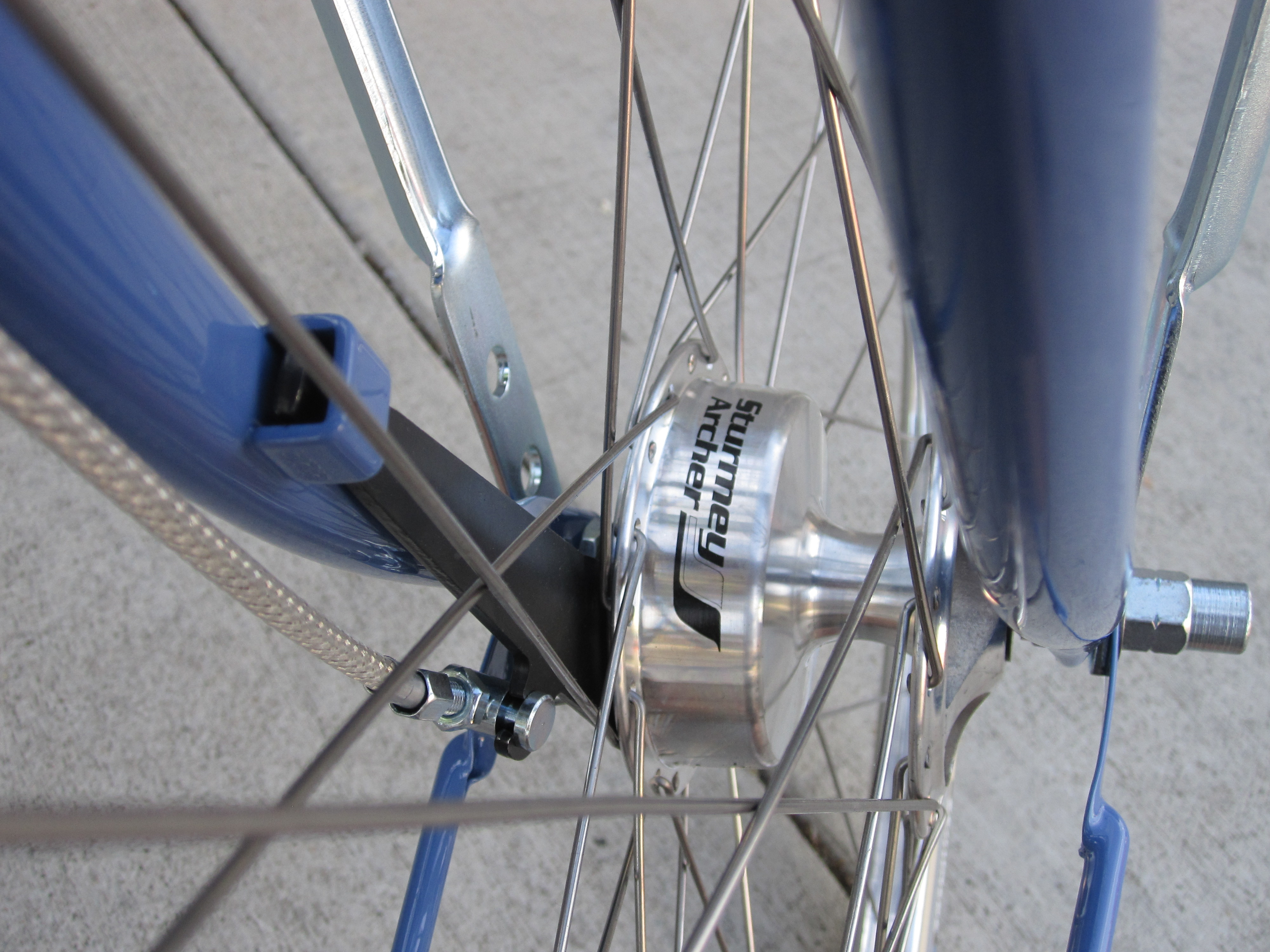
Freno de tambor Sturmey-Archer

##### Ventajas e inconvenientes
- No se ven afectados por la lluvia o condiciones climatológicas adversas.
- Proporcionan un frenado uniforme aun en condiciones de humedad o suciedad, ya que el mecanismo está completamente cerrado.
- Son menos susceptibles al desgaste de las paredes laterales de la llantas de aleación.
- Son más pesados, más complicados y con frecuencia más débiles que los frenos de llanta, pero requieren menos mantenimiento.
- No se adaptan bien al cierre de rápida fijación, de ahí que retirar una rueda con freno de tambor requiere que el operador desconecte el cable de freno y el eje.
- Tienen brazos de reacción que deben ser anclados a la estructura u horquilla de la bicicleta, y no todas las bicicletas están construidas para acomodar esas ataduras ni tolerar sus fuerzas aplicadas.
- A menudo tienen un período de adaptación durante el cual la potencia de frenado aumenta gradualmente a lo largo de cientos de kilómetros de conducción.

### Frenos de disco

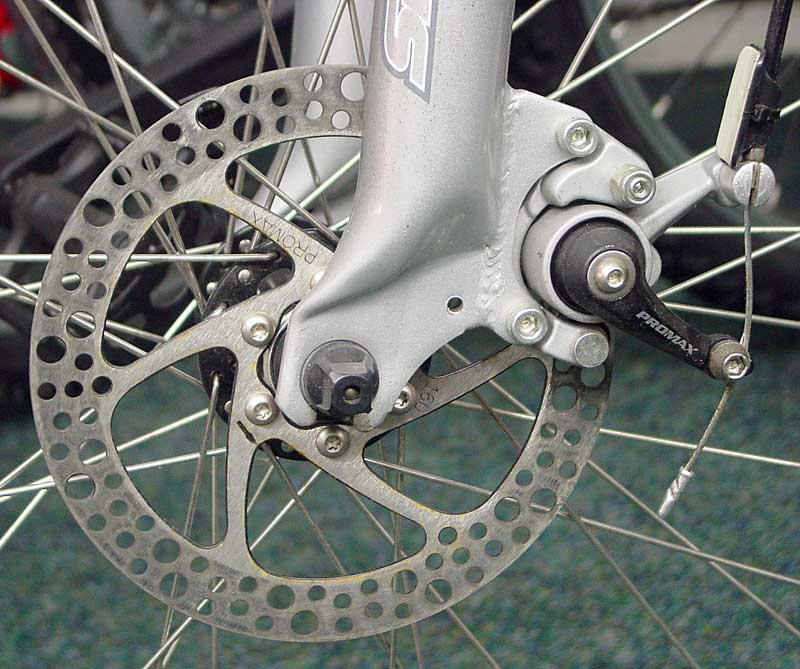
Freno de disco mecánico delantero

Los frenos de disco, mecánicos o hidráulicos, son cada vez más comunes, sobre todo en bicicletas de montaña. En algunos casos es imposible instalar frenos de disco debido a la ausencia de anclajes para su instalación en el cuadro, en la horquilla, o la llanta no dispone de un soporte donde la pastilla de freno pueda rozar.
Sin embargo, una rueda de bicicleta puede ser apta tanto para uso con pastillas de freno como con disco. Las pastillas de freno necesitan una llanta con superficie adecuada para frenar y los discos un buje adecuado para instalar el disco y que los radios sean fuertes para aguantar el esfuerzo de torsión.
Se destacan por su potencia, pero en algunos casos son elegidos por otros motivos. En bicicletas de carretera no son utilizados debido a que su peso es mayor a los frenos de tipo puente, y la potencia bruta es menos importante que las mejoras aerodinámicas, la eficacia con meteorología adversa o la robustez. Además, si se circula en grupos puede provocar abrasiones en caso de caídas a los otros ciclistas por lo que están prohibos en competiciones profesionales. Por otro lado, las bicicletas reclinadas tienen un centro de gravedad más bajo y la potencia de los discos puede ser aprovechada despreocupadamente de que la rueda trasera se eleve por el accionar del mismo.

#### Ventajas e inconvenientes
Ventajas
- Le afecta menos la suciedad (barro, agua, etc.) por estar más lejos del suelo y, en caso de enfrentar alguna de estas adversidades, la eficacia del frenado no será tan perjudicado.
- Más potencia de frenado, haciendo las bajadas más relajadas.
- Los recambios duran más (aunque su precio es considerablemente más elevado). Con mucho barro unas pastillas de llanta pueden durar unas pocas salidas. Las pastillas de llanta suelen durar unos cientos de km, en cambio  pastillas de freno de disco, un par de miles.
- Es más difícil que fallen y pueden estar mucho tiempo sin mantenimiento, descontando los cambios de pastillas.
- La llanta puede estar descentrada sin que afecte a la frenada.
- Al ser más compacto puede ser más aerodinámico. El disco tiene poca superficie frontal y la pinza puede ir resguardada tras un tirante o la pata de la horquilla. Un ejemplo extremo sería la Cannondale Stealth y horquilla lefty, que elimina una pata de la horquilla, reduciendo aún más la resistencia aerodinámica. En un sistema de freno de mordaza convencional no sería posible porque necesita apoyar una de las dos mordazas, en cada una de las patas de la horquilla.

Inconvenientes
- El precio tanto del sistema entero, como por cada recambio es más elevado que por ejemplo un sistema V-Brake.
- En caso de que falle en el monte o en un lugar algo remoto los frenos hidráulicos son bastante más complicados de reparar. Aunque un freno de disco mecánico (con cable como los convencionales) puede tener una dificultad de reparación similar.
- Mayor peso. Unos cientos de gramos más respecto a un freno convencional.
- Los radios deben soportar más esfuerzos. En la trasera deben estar preparado para soportar tanto el esfuerzo de tracción como en el de frenado. Cada uno en sentido contrario.
- La aplicación de frenos de disco en bicicletas de carreras está siendo revisada por la Unión Ciclista Internacional (UCI) debido al riesgo que suponen en caso de caída, ya que pueden provocar heridas severas como cortes profundos en piernas y brazos.

### Frenos hidráulicos
Los frenos hidráulicos funcionan mediante la presión de fluidos en lugar de a través de cables, son comunes en las aplicaciones en frenos de disco o cantilever. Son especialmente eficaces en condiciones de humedad, barro o hielo.

## Mecanismo de activación

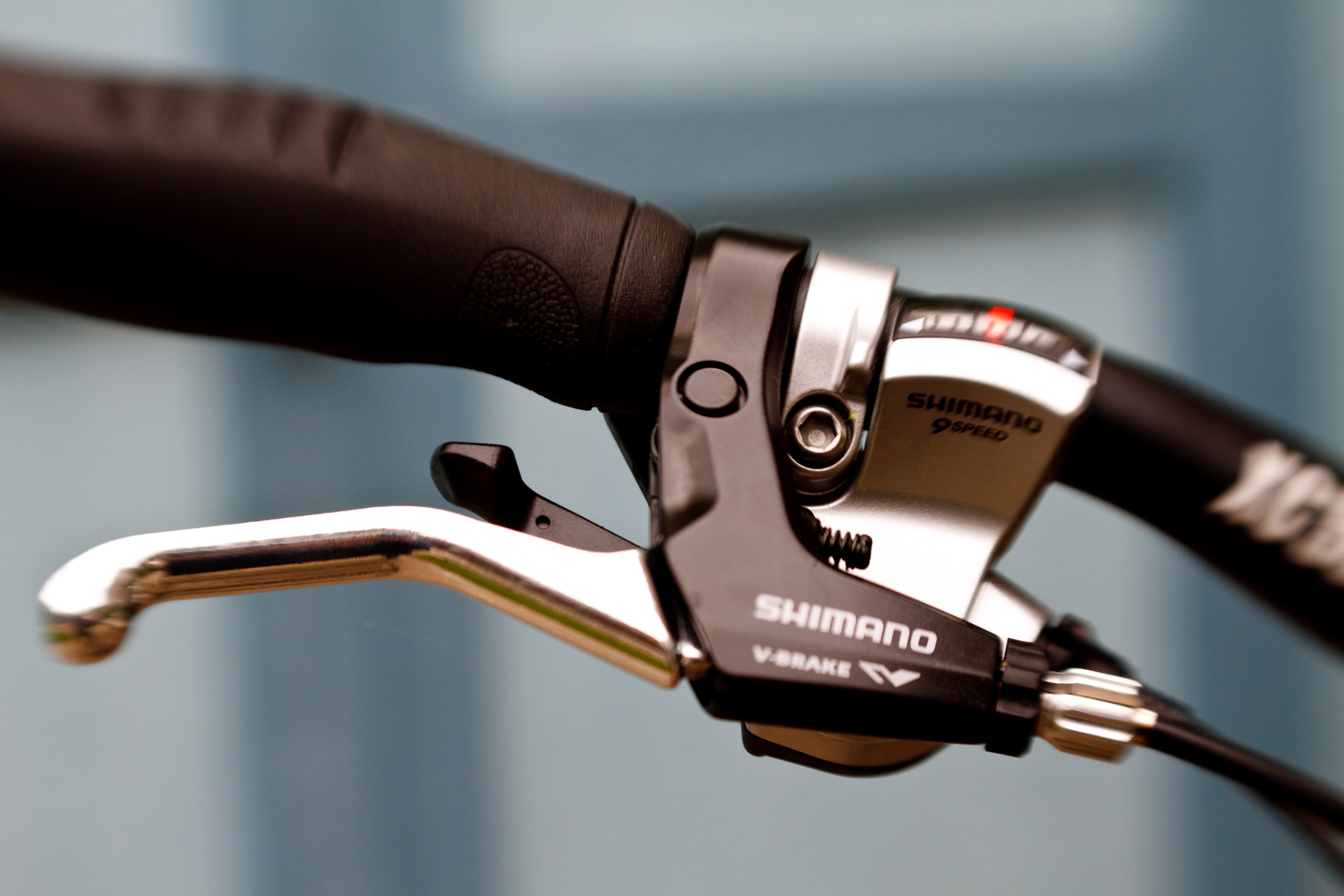
Palanca de freno con palanca de cambio integrada

El mecanismo de activación es la parte del sistema de frenos que transmite la fuerza del ciclista a la parte del sistema que hace el de frenado. Los sistemas de mecanismos de activación de frenos son mecánicos o hidráulicos.

### Mecánico
El principal mecanismo de accionamiento mecánico moderno usa las palancas de freno, junto a los cables Bowden para mover los brazos del freno, lo que obliga a las almohadillas (pastillas) contra la superficie de frenado de la llanta . Existen otros mecanismos de accionamiento mecánico: véase Frenos de contrapedal para ver los mecanismos de accionamiento del pedal hacia atrás, y Frenos de varilla accionada por un mecanismo que incorpora barras de metal.
Los primeros frenos de cuchara se accionaban por una varilla que se jalaba con la torsión de la palanca en el manubrio.

### Hidráulico
Los frenos hidráulicos también utilizan palancas de freno para empujar el líquido de un depósito a través de una manguera para mover los pistones de una pinza (caliper), lo que obliga a las pastillas de freno a empujar a la superficie de frenado de la llanta. Mientras que los frenos hidráulicos de llanta existen, hoy en día el mecanismo de accionamiento hidráulico se identifica sobre todo con frenos de disco.
Hay dos tipos de líquido de frenos que se utilizan hoy en día: el aceite mineral y líquido de frenos DOT. El aceite mineral es generalmente inerte, mientras que el DOT es corrosivo para la pintura del cuadro, pero tiene un punto de ebullición más alto. Utilizar el fluido equivocado puede causar la inflamación u oxidación de los sellos.

### Palancas de freno
Las palancas de freno están por lo general montado en el manubrio al alcance de la mano del ciclista. Ellos pueden ser separados o integrados en el mecanismo de cambio. La palanca del freno transmite la fuerza aplicada por el piloto a través de un dispositivo mecánico o hidráulico.